# Esporte Clube Bahia
El Esporte Clube Bahia es un equipo brasileño de la ciudad de Salvador de Bahía, en el estado de Bahía. Fue fundado el 1 de enero de 1931 y juega en la Serie A del fútbol brasileño. Su rival es el Vitória, con el que protagoniza el clásico conocido en la ciudad como Ba-Vi.
Fue el primer campeón de la Taça Brasil, Campeonato Nacional que se celebraba antes de la creación del Campeonato Brasileño de Fútbol, derrotando al Santos de Pelé, en 1959. Con este título, fue el primer club brasileño en participar de la Copa Libertadores de América, en 1960. Fue también campeón del Campeonato Brasileño de Fútbol en 1988, venciendo al Internacional de Porto Alegre en la final. En 1989 participó por tercera vez en la Copa Libertadores de América, llegando hasta cuartos de final.
Se convirtió en uno de los clubes más populares del estado y de la Norte-Noreste y del país, teniendo la mayor base de aficionados entre los clubes de su región y el 9° más grande del país, según el Instituto AtlasIntel.

## Historia

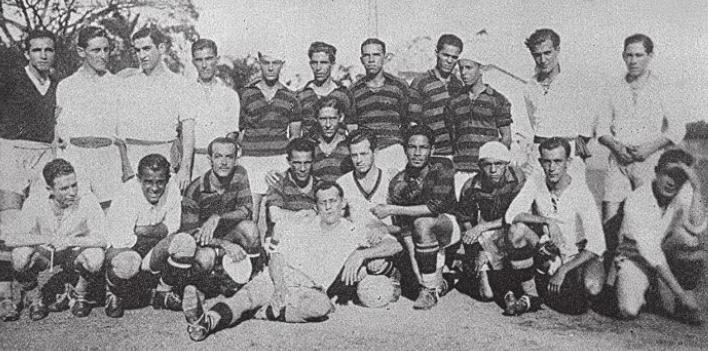
Jugadores de Bahía y Vitória juntos, en el primer clásico Ba-Vi.

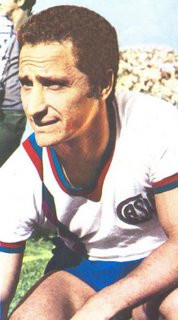
José Sanfilippo, uno de los mejores delanteros de la historia del club

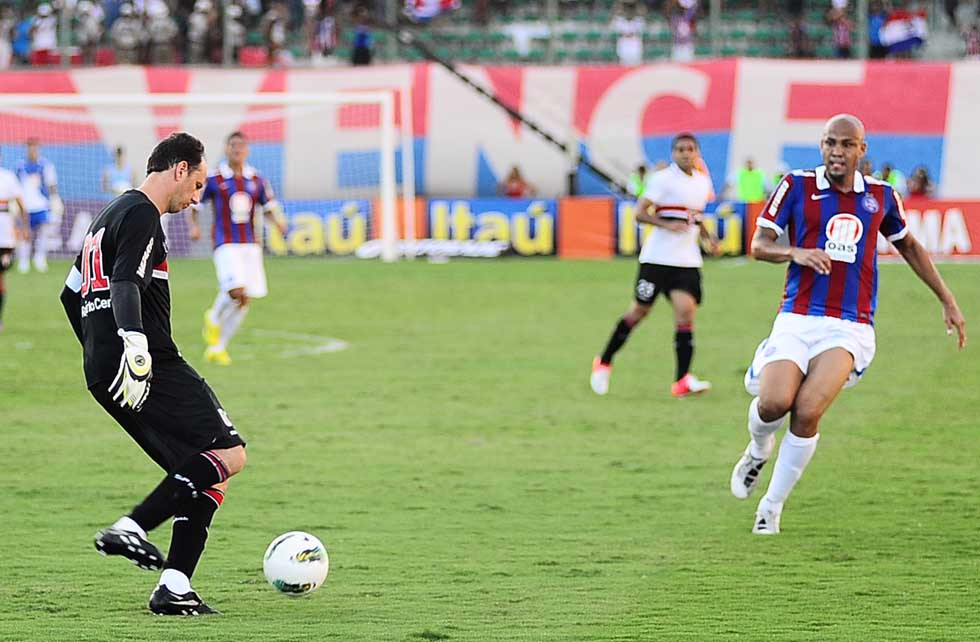
Partido de Bahía contra São Paulo, válido para el Campeonato Brasileño 2012 en el Pituaçu.

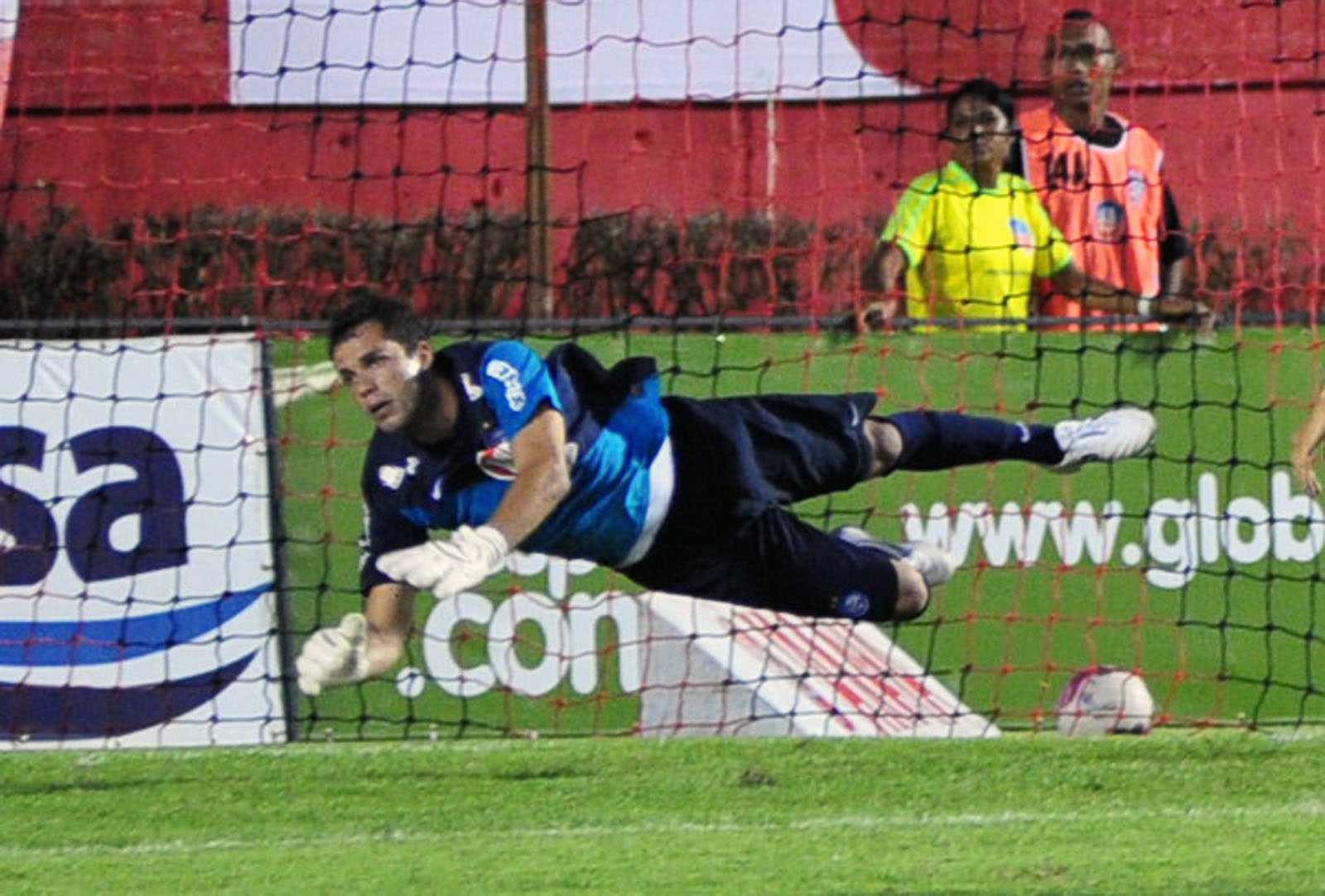
Arquero Marcelo Lomba en Bahía en 2012. Estuvo en el club entre 2011-2016 con 251 partidos.

En 1930 dos clubes, el “Associação Atlética da Bahía” y "Clube Bahiano de Tênis", decidieron cerrar sus departamentos de fútbol. Debido a ello, algunos exjugadores de estos clubes fundaron un nuevo club, el Atlético Bahianinho, con el objetivo de competir en los juegos de aficionados de los suburbios de la ciudad. El éxito del mismo los motivó a crear un equipo profesional.
El nuevo club fue fundado con el nombre de "Esporte Clube Bahia" bajo el eslogan “Nascido para vencer”, el 1 de enero de 1931, y Otávio Carvalho fue nombrado provisionalmente como su primer presidente. El 20 de febrero de 1931, el Bahía se une a “Liga Bahiana de Desportos Terrestres”, hoy conocida como la Federação Bahiana de Futebol. El 20 de febrero de 1931, el Bahía tuvo su primer día de entrenamiento, en el "Campo da AAB", en Quinta da Barra, Salvador. El club jugó su primer partido el 1 de marzo de 1931, partido también de inicio de torneo (los partidos tenían una duración de 20 minutos cada tiempo), donde vencieron a Ypiranga por 2-0.El 22 de marzo de 1931, Bahía jugó su primer partido por campeonato estatal (Campeonato Bahiano). En abril del mismo año fue derrotado en su primer partido internacional contra la Institución Atlética Sud América de Uruguay. El 11 de octubre, Bahía jugó su primer partido intermunicipal contra el Vitória de Ilhéus, ganando por 5-4.

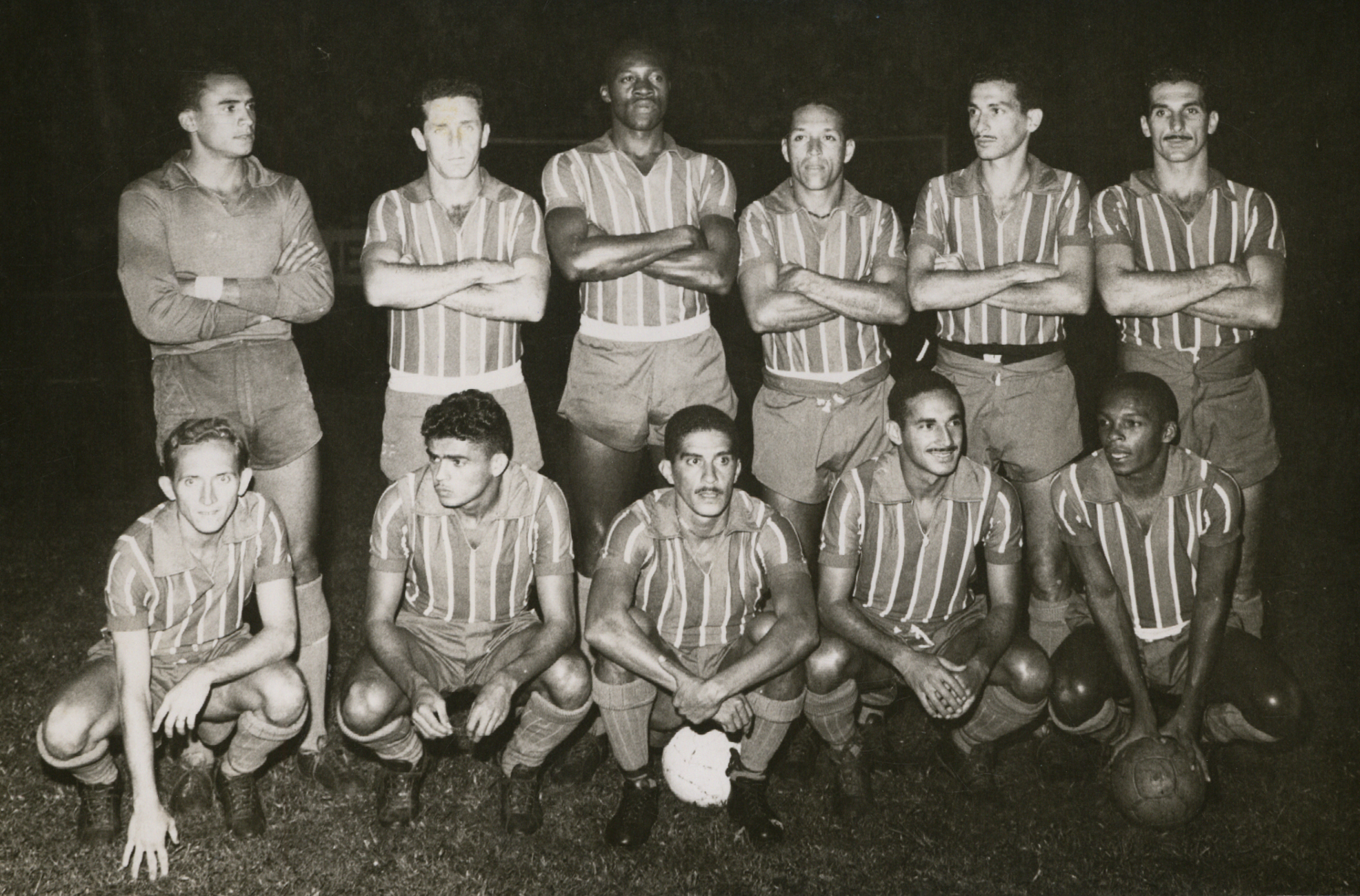
Equipo del Bahia, 1959. Archivo Nacional del Brasil.

El 25 de octubre de 1931, ganó su primer campeonato estatal. En 1959 gana su primer campeonato nacional frente al Santos de Pelé. La Copa Libertadores de América de 1960 no fue muy buena para la Tricolor, pero sirvió para presentarle al club a uno de sus máximos ídolos en los años venideros. La tricolor perdió el primer partido por 3-0 ante San Lorenzo, de Argentina, con una impecable actuación de José Sanfilippo. En el partido de vuelta, Bahía ganó 3-2, pero quedó eliminado. Sanfilippo llegaría al club recién en 1968, pero haría historia. Con tres títulos estatales consecutivos a principios de los años 1960, Bahía llegó a la final de la Taça Brasil en 1961 y 1963, perdiendo ambas ante el Santos. Quedó fuera de las ediciones de 1964, 1965, 1966 y 1967, debido a la pérdida de los campeonatos estatales en años anteriores. La reconquista del campeonato estatal en 1967 hizo que la Escuadrilla regresara al torneo nacional en 1968.
La década de 1980 fue sin duda la más exitosa de Bahía, ya que fue durante esa década que el Tricolor de Aço ganó su segundo título brasileño, en 1988. 
En las 31 oportunidades que disputó en la competición, sus mejores campañas fueron el cuarto puesto en 1990 y un quinto en 1986, habiendo terminado ocho veces entre los diez primeros. Bahía también fue semifinalista del Torneo de Campeones de 1982, torneo promovido por la CBF y que reunía a los clubes más importantes de Brasil de la época. En el Campeonato Brasileño de Fútbol de 1988, conquistó su segundo título al vencer al Internacional de Porto Alegre, dirigido por Evaristo de Macedo, el tricolor, con estrellas como Ronaldo, João Marcelo, Charles Fabian, Bobô, Zé Carlos y otros, derrotó al Internacional. en la final, combatiendo la fuerza del Colorado en Beira-Rio y los medios de comunicación, que daban por sentado el título a los gauchos. Bahía es hasta hoy uno de los dos únicos campeones brasileños del Norte/Noreste (junto con el Sport) Con el título de 1988, aseguró un lugar en la Copa Copa Libertadores de América de 1989, donde obtuvo su mejor resultado. , llegando a cuartos de final.
Después de ganar el Campeonato Brasileño en 1959 y 1988, Bahía no pudo mantener la estabilidad administrativa y sufrió un declive. En 1997 cayó a la segunda división del Campeonato Brasileño, volviendo a la élite en 2000, y aun así gracias a la Copa João Havelange, ya que el tricolor no había logrado clasificarse en 1999. En 2001 hizo un gran Campeonato Brasileño. , incluso clasificándose para la final. Al año siguiente, los repetidos errores de la dirección provocaron una nueva caída de la productividad y finalmente, en 2003, acabó siendo degradado de nuevo. Después de un pésimo campeonato, de sufrir enormes derrotas, Bahía cayó ante el Cruzeiro, que venció a la Tricolor, por 7-0, en Fonte Nova. En la Copa de Brasil, hasta 2007, Bahía ocupaba el puesto 12 en el ranking de puntos conquistados, con 123 puntos y su mejor ubicación fue en 2002, cuando estaba en el quinto lugar. En 2003, el máximo goleador de la competición fue: Nonato, con nueve goles.
En 2005, Bahía fue, junto con su archirrival Vitória, relegado a la Tercera División, después de otra mala gestión del club, y en 2006 intentó reconstruir su historial ganador, sin éxito, quedando en el tercer lugar. Con el fin de la gestión de Marcelo Guimarães en el club, Petrônio Barradas fue elegido para el cargo de presidente. Petrônio tuvo la desaprobación casi absoluta de la afición debido a su mala etapa producto de la mala gestión de su antecesor.
En 2007 el Bahía fue finalista en la Tercera División después de una excelente campaña y perdió el título en la última fecha, ya calificado. Regresó a la Serie B del Campeonato Brasileño. Por desgracia, perdió su estadio, denominado la Fonte Nova (Fuente Nueva) con el derrumbe de una parte del anillo superior que resultó en la muerte de 7 personas, gracias a la indiferencia de los gobiernos responsables del estadio. Pero en este año, el Tricolor deja la Tercera División mostrando la fuerza de su público, que ganó la asistencia media más alta de todas las divisiones de todos los campeonatos en Brasil.
En 2008 el Tricolor, una más vez perdió el Campeonato del Estado y, después de más de una mala administración, se mantuvo en 10.º lugar en la Serie B del Brasileiro. Este año, el 1.er año sin la (Fonte Nova), tuvo que jugar en Feira de Santana, en la Joya de la Princesa, 100km lejos de Salvador.En 2010 el club volvió a la élite del fútbol, estando siempre en 1ª división.
El año 2013 fue bastante turbulento. El presidente remodeló el estatuto, el actual Consejo Deliberante selecciona ahora a los dos candidatos para que sean votados por los miembros y el mismo Consejo se renueva sólo después de la elección. En el campeonato estatal de 2013, la inconstancia y la baja calidad del plantel hicieron que Bahía tuviera su peor campaña desde 1942 en el Campeonato de Bahía. Así, la afición inició protestas como la “Audiencia Cero”, vaciando los estadios, con el objetivo de afectar económicamente al club en un intento de obtener la renuncia del presidente. Además, muchos aficionados se desvincularon del programa "Fan Oficial de Bahía", buscando el mismo fin. En votación del 17 de agosto de 2013 se estableció la reforma del estatuto del club con el propósito de elección directa de los socios para ocupar el cargo de presidente. El 7 de septiembre de 2013 tuvo lugar la primera elección directa y democrática en la historia de CE Bahía, cuando Fernando Schmidt, que había sido presidente anteriormente, fue elegido presidente hasta diciembre de 2014. El 13 de diciembre de 2014, la segunda elección directa , ganándose al periodista Marcelo Sant'Ana para el trienio 2015-2017.
Clasificó a la Copa Sudamericana 2014, llegando a octavos de final siendo eliminado por Universidad César Vallejo por penales.
En 2018 y 2020, el club alcanzó los cuartos de final de la Copa Sudamericana, sus mejores campañas hasta el momento.
El 6 de noviembre del 2022 ascendieron a la Primera División bajo la DT. de Eduardo Barroca. El 3 de diciembre del 2022 los socios aceptaron la propuesta de adquisición del 90% del SAF del club por parte del City Football Group, inaugurando así una nueva era en el fútbol bahiano. Tres días después contrataron al DT. Renato Paiva.
En enero de 2023 Bahía firmó un contrato con la casa de apuestas Eportes da Sorte por valor de 57 millones por tres años. La empresa se convierte en patrocinador principal y Bahía recibirá 19 millones por temporada, cantidad considerada la más alta en la historia de la asociación.
El 4 de mayo de 2023, Esporte Clube Bahia concluyó oficialmente la venta del 90% del SAF del club al Grupo City. El 10% restante va a la asociación civil Esporte Clube Bahia. El acuerdo se cerró en el Fonte Nova. En aquella ocasión, Raúl Aguirre fue anunciado como director general de SAF.
Después de 35 años, Bahía regresó a la Copa Libertadores al quedar en 8º en el Brasileirão 2024. El equipo entrará en la 2ª fase de la competición y se enfrentará a The Strongest, de Bolivia, en febrero de 2025. 

## Uniforme
- Uniforme titular: Camiseta blanca, pantalón azul y medias rojas.
- Uniforme alternativo: Camiseta con franjas diagonales azules, rojas y blancas, pantalón blanco y medias blancas.
- Tercer uniforme: Camiseta celeste, pantalón blanco y medias celestes.

El club está simbolizado por sus tres colores: azul, rojo y blanco. El azul es en homenaje a la "Associação Atlética da Bahía", el blanco del "Clube Baiano de Tênis" y el rojo es un color presente en la bandera del estado de Bahía. Casualmente (o no) los tres colores son los mismos que los de la bandera de Bahía. Debido a esto, el E.C. Bahía es llamado Tricolor Baiano.
- Proveedor:  PUMA
- Patrocinador:  Viva Sorte.Bet

### Evolución del uniforme
| 1988    | 1991 | 1995-97 | 2013-14 | 2015 | 2016 | 2016-17 | 2017 | 2018 |
| 2018-19 | 2020 | 2021    | 2022    | 2023 | 2024 | 2025    |      |      |

### Patrocinio
Los patrocinadores de Bahía a lo largo de su historia son:
| Período   | Logo | Proveedor |
| --------- | ---- | --------- |
| 1978–1988 |      | Adidas    |
| 1989      |      | Umbro     |
| 1990–1992 |      | Replay    |
| 1993      |      | CCS       |
| 1993–1994 |      | Proonze   |
| 1994      |      | Amddma    |
| 1995      |      | Rhumell   |
| 1996–2005 |      | Penalty   |
| 2005–2008 |      | Diadora   |
| 2008–2011 |      | Lotto     |
| 2012–2014 |      | Nike      |
| 2014–2016 |      | Penalty   |
| 2016–2018 |      | Umbro     |
| 2018–2025 |      | Esquadrão |
| 2025–     |      | PUMA      |

| Período   | Logo | Patrocinador      |
| --------- | ---- | ----------------- |
| 1985-1986 |      | Baneb             |
| 1986-1987 |      | Brahma            |
| 1987–1994 |      | Coca-Cola         |
| 1995–1997 |      | Tintas Renner     |
| 1998–1999 |      | Hyundai           |
| 2000–2002 |      | FIAT              |
| 2004      |      | Quartzolit        |
| 2005      |      | Muriel            |
| 2006–2008 |      | FIAT              |
| 2009–2013 |      | OAS               |
| 2015–2016 |      | MRV Engenharia    |
| 2016–2018 |      | Caixa             |
| 2019      |      | Dular             |
| 2020–2023 |      | Casa de Apostas   |
| 2023-2025 |      | Esportes da Sorte |
| 2025-     |      | Viva Sorte.Bet    |

## Estadio

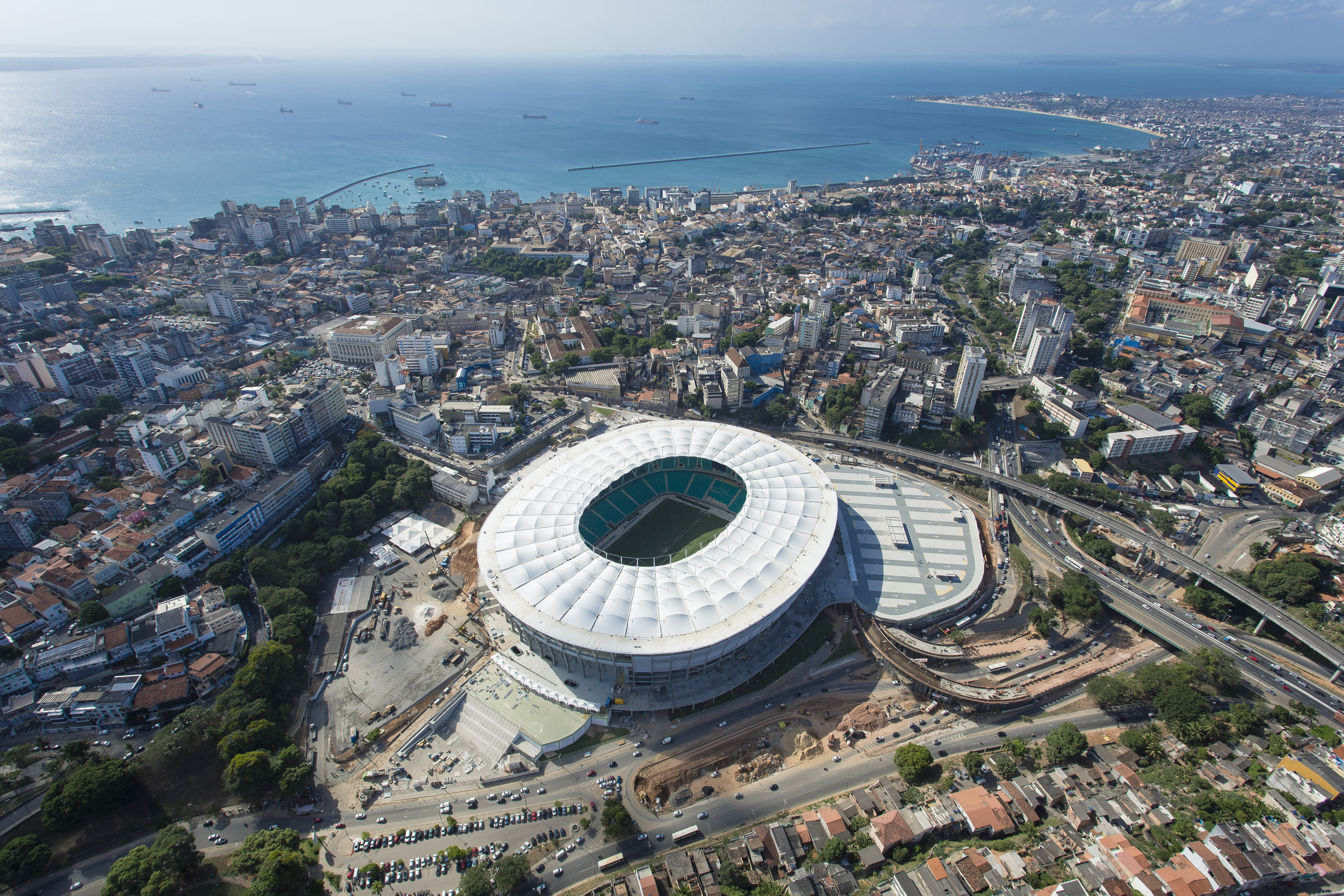
El Itaipava Arena Fonte Nova, estadio del E. C. Bahia.

El Itaipava Arena Fonte Nova oficialmente Complexo Esportivo Cultural Profesor Octávio Mangabeira es un estadio de fútbol sólo para la Copa FIFA Confederaciones 2013 y la posterior Copa Mundial de la FIFA 2014. El estadio está situado en Salvador, Bahía y tiene una capacidad máxima de 55 000 personas.
El estadio fue construido en el lugar del viejo Estadio Fonte Nova. El estadio Fonte Nova Octávio Mangabeira, fue un estadio de fútbol de la ciudad de Salvador Bahía, en Brasil, de propiedad del gobierno del estado de Bahía y que fue utilizado por los principales clubes del estado (principalmente el Esporte Clube Bahia). Fue inaugurado en 1951. Tenía una capacidad de 66.007 personas aunque en el pasado albergaba a 80.000 espectadores.
Un grupo de arquitectos de Brunswick, Alemania, que también rediseñó el viejo estadio de Hannover en un ámbito moderno para la Copa de 2006 ha sido seleccionado después de hacer una oferta.
A partir de 2013, la fábrica de cerveza Itaipava del Grupo Petrópolis, firmará los derechos del nombre de la nueva arena "Itaipava Arena Fonte Nova" en virtud de un acuerdo de patrocinio hasta el año 2023, que asciende a $ 100 millones. Este fue el primer acuerdo de derechos de nombramiento firmado a 2014 estadios de la Copa Mundial.
El estadio fue inaugurado el 7 de abril de 2013, con un juego de Campeonato Bahiano en la que derrotó a Vitória Bahia 5-1. El primer jugador en marcar un gol en el estadio fue de Vitória Renato Caja. Durante este partido, algunos partidarios no eran capaces de ver el juego por completo, debido a algunos puntos ciegos. Además, el estadio tenía exceso de polvo y algunos charcos. La empresa responsable del estadio, propiedad de Grupo OEA y Odebrecht, dijo que era consciente de los problemas.
El 27 de mayo de 2013 al sección del techo se derrumbó después de fuertes lluvias.
El estadio también será uno de los lugares utilizados para la competición de fútbol de los Juegos Olímpicos de Verano 2016.

## Jugadores

### Plantilla 2025

#### Altas y bajas 2024/2025 (verano)
| Altas            | Altas          | Altas              | Altas                                                 | Altas       |
| Jugador          | Posición       | Procedencia        | Tipo                                                  | Costo       |
| ---------------- | -------------- | ------------------ | ----------------------------------------------------- | ----------- |
| Diego Rosa       | Volante        | Lommel             | Interrupción de préstamo.                             | --          |
| Ronaldo          | Portero        | Atlético-GO        | group="nota"\|Con opción de compra por R$5.000.000.}] | --          |
| Kayky            | Delantero      | Manchester City    | Préstamo.                                             | --          |
| Santiago Mingo   | Defensa        | Defensa y Justicia | Transferencia.                                        | $4.500.000  |
| Willian José     | Delantero      | Spartak Moscú      | Rescisión de contrato.                                | --          |
| Rodrigo Nestor   | Volante        | São Paulo          | Préstamo.                                             | 1.500.000 € |
| Michel Araújo    | Centrocampista | São Paulo          | Transferencia.                                        | 2.750.000 € |
| Erick Pulga      | Delantero      | Ceará              | Transferencia.                                        | $3.000.000  |
| Marcos Victor    | Defensa        | Athletico-PR       | Fin de préstamo.                                      | --          |
| Ryan             | Defensa        | CRB                | Fin de préstamo.                                      | --          |
| Caio Roque       | Defensa        | Lommel SK          | Fin de préstamo.                                      | --          |
| Everton Moraes   | Delantero      | Londrina           | Fin de préstamo.                                      | --          |
| Douglas Borel    | Defensa        | Goiás              | Vuelta de préstamo.                                   | --          |
| Dênis Júnior     | Portero        | Vila Nova          | Fin de préstamo.                                      | --          |
| Matheus Teixeira | Portero        | Criciúma           | Fin de préstamo.                                      | --          |
| Matheus Bahia    | Defensa        | Ceará              | Fin de préstamo.                                      | --          |
| Léo Cittadini    | Centrocampista | Shanghái Port      | Fin de préstamo.                                      | --          |
| Erick            | Centrocampista | Athletico          | Traspaso.                                             | 4.500.000 € |
| Miqueias         | Centrocampista | Ituano             | Vuelta de préstamo.                                   | --          |

| Bajas            | Bajas          | Bajas         | Bajas            | Bajas        |
| Jugador          | Posición       | Destino       | Tipo             | Cobro        |
| ---------------- | -------------- | ------------- | ---------------- | ------------ |
| Vitor Hugo       | Defensa        | Atlético-MG   | Préstamo.        | --           |
| Dênis Júnior     | Portero        | Ferroviária   | Préstamo.        | --           |
| Diego Rosa       | Volante        | Internacional | Préstamo.        | --           |
| Ryan             | Defensa        | Chornomorets  | Préstamo.        | --           |
| Everaldo         | Delantero      | Fluminense    | Transferencia.   | 700.000 €    |
| Marcos Victor    | Defensa        | Ceará         | Préstamo.        | --           |
| Everton Moraes   | Delantero      | FC Ordabasy   | Transferencia.   | No revelado. |
| Biel             | Delantero      | Sporting      | Transferencia.   | 8.000.000 €  |
| Matheus Bahia    | Defensa        | Ceará         | Préstamo.        | --           |
| Marco Antônio    | Centrocampista | Agente libre  | Fin de contrato. | --           |
| Rafael Ratão     | Delantero      | Cerezo Osaka  | Préstamo.        | --           |
| Thaciano         | Centrocampista | Santos        | Transferencia.   | 4.500.000 €  |
| Miqueias         | Centrocampista | América-MG    | Préstamo.        | --           |
| Matheus Teixeira | Portero        | Agente libre  | Fin de contrato. | --           |
| Douglas Borel    | Defensa        | Agente libre  | Salida.          | --           |

1. ↑  Con obligación de compra por 4.700.000 € caso un objectivo sea cumplido.[42]
2. ↑  Con opción de compra.[69]
3. ↑  Con opción de compra.[71]

## Entrenadores
- Lourival Lorenzi (1952)[76]
- Evaristo de Macedo (?–1990)[77]
- José Luiz Carbone (enero de 1990–?)[77]
- Gainete (?–marzo de 1991)[78]
- Candinho (marzo de 1991–?)[78]
- Procópio Cardoso (1992–?)[79]
- Lula Pereira (agosto de 2003–?)[80]
- Lula Pereira (octubre de 2006–?)[81]
- Vágner Benazzi (?–abril de 2011)[82]
- Chiquinho de Assis (interino-abril de 2011)[82]
- René Simões (abril de 2011–?)[83]
- Ricardo Silva (interino- mayo de 2012–?)[84]
- Paulo Roberto Falcão (?–julio de 2012)[85]
- Eduardo Barroca (interino- julio de 2012)[85][86]
- Caio Júnior (julio de 2012–agosto de 2012)[87][88]
- Joel Santana (abril de 2013–mayo de 2013)[89][90]
- Charles Fabian (interino- julio de 2014–agosto de 2014)[91][92]
- Gilson Kleina (agosto de 2014–noviembre de 2014)[92][93]
- Charles Fabian (interino- noviembre de 2014–diciembre de 2014)[93][94]
- Sérgio Soares (diciembre de 2014–octubre de 2015)[94][95]
- Charles Fabian (interino- octubre de 2015/octubre de 2015–2015)[95][96]
- Doriva (diciembre de 2015–junio de 2016)[97][98]
- Guto Ferreira (junio de 2016–junio de 2017)[99][100]
- Preto Casagrande (interino- junio de 2017)[100]
- Jorginho (junio de 2017–julio de 2017)[101][102]
- Preto Casagrande (interino- julio de 2017–agosto de 2017/agosto de 2017-octubre de 2017)[102][103][104]
- Paulo César Carpegiani (octubre de 2017–diciembre de 2017)[105][106]
- Guto Ferreira (diciembre de 2017–junio de 2018)[107][108]
- Cláudio Prates (interino- junio de 2018)[108]
- Enderson Moreira (junio de 2018–marzo de 2019)[109][110]
- Cláudio Prates (interino- marzo de 2019–abril de 2019)[110][111]
- Roger Machado (abril de 2019–septiembre de 2020)[111][112]
- Cláudio Prates (interino- septiembre de 2020)[112]
- Mano Menezes (septiembre de 2020–diciembre de 2020)[113][114]
- Dado Cavalcanti (diciembre de 2020–agosto de 2021)[115][116]
- Bruno Lopes (agosto de 2021)[116]
- Diego Dabove (agosto de 2021–octubre de 2021)[117][118]
- Guto Ferreira (octubre de 2021–junio de 2022)[119][120]
- Enderson Moreira (junio de 2022–octubre de 2022)[121][122]
- Eduardo Barroca (octubre de 2022–noviembre de 2022)[123][124]
- Renato Paiva (diciembre de 2022–septiembre de 2023)[125][126]
- Rogério Ferreira (interino- septiembre de 2023)[126]
- Rogério Ceni (septiembre de 2023–presente)[7]

## Palmarés

### Títulos oficiales
Torneos nacionales
| Organizados por CBF y CBD | Organizados por CBF y CBD | Organizados por CBF y CBD |
| Competición nacional      | Títulos                   | Subcampeonatos            |
| ------------------------- | ------------------------- | ------------------------- |
| Serie A (2/2)             | 1959, 1988.               | 1961, 1963.               |

 Torneos regionales
| Organizados por CBF    | Organizados por CBF              | Organizados por CBF           |
| Competición regional   | Títulos                          | Subcampeonatos                |
| ---------------------- | -------------------------------- | ----------------------------- |
| Copa do Nordeste (4/5) | 2001, 2002, 2017, 2021. (Récord) | 1997, 1999, 2015, 2018, 2020. |

 Torneos estaduales
| Organizados por FBF       | Organizados por FBF | Organizados por FBF |
| Competición estadual      | Títulos | Subcampeonatos |
| ------------------------- | --- | --- |
| Campeonato Baiano (51/22) | 1933, 1934, 1936, 1938, 1940, 1944, 1945, 1947, 1948, 1949, 1950, 1952, 1954, 1956, 1958, 1959, 1960, 1961, 1962, 1967, 1970, 1971, 1973, 1974, 1975, 1976, 1977, 1978, 1979, 1981, 1982, 1983, 1984, 1986, 1987, 1988, 1991, 1993, 1994, 1998, 1999, 2001, 2012, 2014, 2015, 2018, 2019, 2020, 2023, 2025 (Récord) | 1941, 1955, 1957, 1963, 1964, 1969, 1972, 1985, 1989, 1992, 1996, 1997, 2000, 2004, 2005, 2007, 2008, 2009, 2010, 2013, 2016, 2017. |

### Torneos internacionales amistosos
- Torneo de la Amistad (1): 1959.
- Copa Internacional Renner (1): 1997.

## Estadísticas en torneos internacionales

### Participaciones internacionales
| Competición               | Edición                                         |
| ------------------------- | ----------------------------------------------- |
| Conmebol Libertadores (4) | 1960, 1964, 1989, 2025.                         |
| Conmebol Sudamericana (8) | 2012, 2013, 2014, 2015, 2018, 2019, 2020, 2021. |

### Por competencia
| Competición                  | Temp. | PJ | PG | PE | PP | GF | GC | Dif. | Puntos |
| ---------------------------- | ----- | -- | -- | -- | -- | -- | -- | ---- | ------ |
| Copa Libertadores de América | 3     | 14 | 6  | 5  | 3  | 18 | 15 | +3   | 23     |
| Copa Sudamericana            | 8     | 28 | 11 | 6  | 11 | 32 | 28 | +4   | 39     |
| Total                        | 11    | 42 | 17 | 11 | 14 | 50 | 43 | +7   | 62     |